# Apostolska nunciatura v Namibiji
Apostolska nunciatura v Namibiji je diplomatsko prestavništvo (veleposlaništvo) Svetega sedeža v Namibiji.
Trenutni apostolski nuncij je James Patrick Green.

## Seznam apostolskih nuncijev
- Ambrose Battista De Paoli (5. marec 1994–11. november 1997)
- Manuel Monteiro de Castro (2. februar 1998–1. marec 2000)
- Blasco Francisco Collaço (24. maj 2000]] - avgust [[2006)
- James Patrick Green (17. avgust 2006–danes)